# Bruno Lüdke

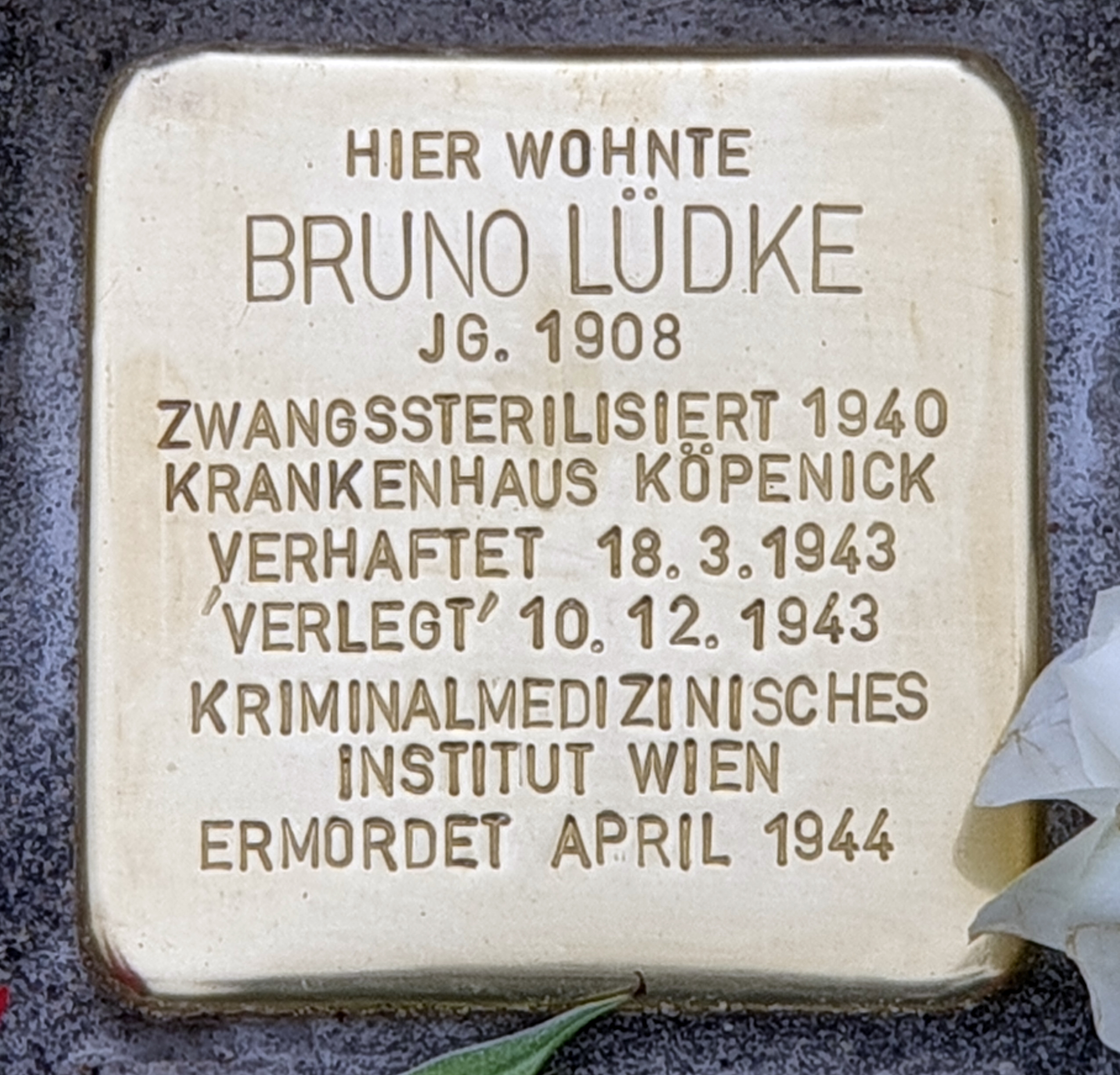
Stolperstein ter herdenking, Grüne Trift 32A, in Berlin-Köpenick

De geesteszieke Bruno Lüdke (Cöpenick, 3 april 1908 - in Wenen, 8 april 1944) werd ten onrechte beschouwd als een van de ergste seriemoordenaars in de Duitse criminele geschiedenis als gevolg van zelfbeschuldigingen die tot stand kwamen na lange ondervragingen door de nationaalsocialisten. Hij had de moorden waarvan hij beschuldigd werd niet gepleegd, hij werd beschuldigd van racistische en gemakzuchtige motieven. Lüdke, die nooit is berecht, stierf in "hechtenis" van het Centraal Instituut voor Strafgeneeskunde van de Veiligheidspolitie in Wenen, dat door de nazi's werd geleid, vermoedelijk als gevolg van experimenten op mensen. 
Na de oorlog is er een film over Lüdke gemaakt: Nachts, wenn der Teufel kam.
Jan Blaauw, voormalig waarnemend hoofdcommissaris van Rotterdam, twijfelde aan zijn schuld en schreef daar een boek over getiteld Brüno Lüdke, seriemoordenaar (1994).